# 聖天使首大聖堂 (モスクワ)
本記事ではモスクワ・クレムリンの大聖堂広場にある、聖天使首大聖堂（せいてんししゅだいせいどう、Архангельский собор、所属：ロシア正教会）を扱う。ロシア語表記からアルハンゲリスキー大聖堂とも呼ばれる。また別の表記（Собо́р свято́го Архистрати́га Михаи́ла）から聖天使首ミハイル大聖堂とも訳し得る。

## 名称
ロシア語表記"Архангельский собор"（アルハーンギリスキイ サボール）から、「アルハンゲリスキー大聖堂」とも表記される。アルハンゲリスキイとは「アルハンゲルの」を意味する語であり、正教会では天使首（「天使のかしら」の意）と訳される。他教派では大天使とも。
天使首とは、天使ミハイル（ミカエル）の尊称（ミハイルの他にも天使首はいる）。
ミハイルはミカエル（ギリシア語: Μιχαήλ）の中世ギリシャ語（現代ギリシャ語も同様）の読み方「ミハイル」からロシア語がそのまま転写した読みである。

## 歴史
1333年に建てられた古い大聖堂のあった場所に、1505年から1508年の間に建設された。工事監督はイタリア人建築家アレヴィツ・ノーヴィ（Алевиз Новый、イタリア名：アロイジオ）による。
16世紀から17世紀にかけて制作されたフレスコ画がある。カザンのイアコフ、ステファン・リャザン、イオシフ・ヴラディミロフによって幾つかは描かれており、他は1652年から1666年の間に描かれている。壁面の石細工は明らかにイタリア・ルネッサンスの影響を受けている。雷文様の金メッキされた木製のイコノスタスは13メートルの高さがあり、17世紀から19世紀にかけてのイコンが嵌め込まれている。シャンデリアは17世紀のものである。
ロシア軍の戦勝は本大聖堂で祝われていた。ロシアのツァーリ、大公達は、17世紀までは本大聖堂に埋葬され、それらはこんにちまで残っている（イヴァン1世、ドミートリー・ドンスコイ、イヴァン3世、イヴァン4世（雷帝）、イヴァン5世などが含まれる）。54の被葬者が大聖堂内におり、1636年から1637年の間に華麗に装飾された46の墓石があり、それらは1903年に青銅で光沢をつけられた。イヴァン4世（雷帝）の息子であるウグリチのドミトリーは、17世紀に本大聖堂に埋葬された。ピョートル2世もここに葬られているが、彼はピョートル大帝以降のロシアの支配者の中では唯一、モスクワのクレムリンに埋葬されている人物である（サンクトペテルブルクの首座使徒ペトル・パウェル大聖堂に葬られていないピョートル大帝以降の支配者としては、他にはイヴァン6世が居るのみである）。
1917年のロシア革命時には戦闘により損害を受け、その後、ボリシェビキによって閉鎖された。1950年代には、破壊されずに残った他のモスクワ・クレムリンにある教会と同様に博物館として保存され、宝物の多くはクレムリンの武器庫博物館（武器宮殿、アルジェイナヤ・パラータ）に移されるか、海外に売却された。1992年のソビエト連邦の崩壊以降には、建物はロシア正教会に返還され、不定期に礼拝が再開されている。

## 他の被葬者
- フョードル1世
- セミョーン (モスクワ大公)
- ドミトリー・ヴヌク - イヴァン3世の最年長の孫

## ギャラリー

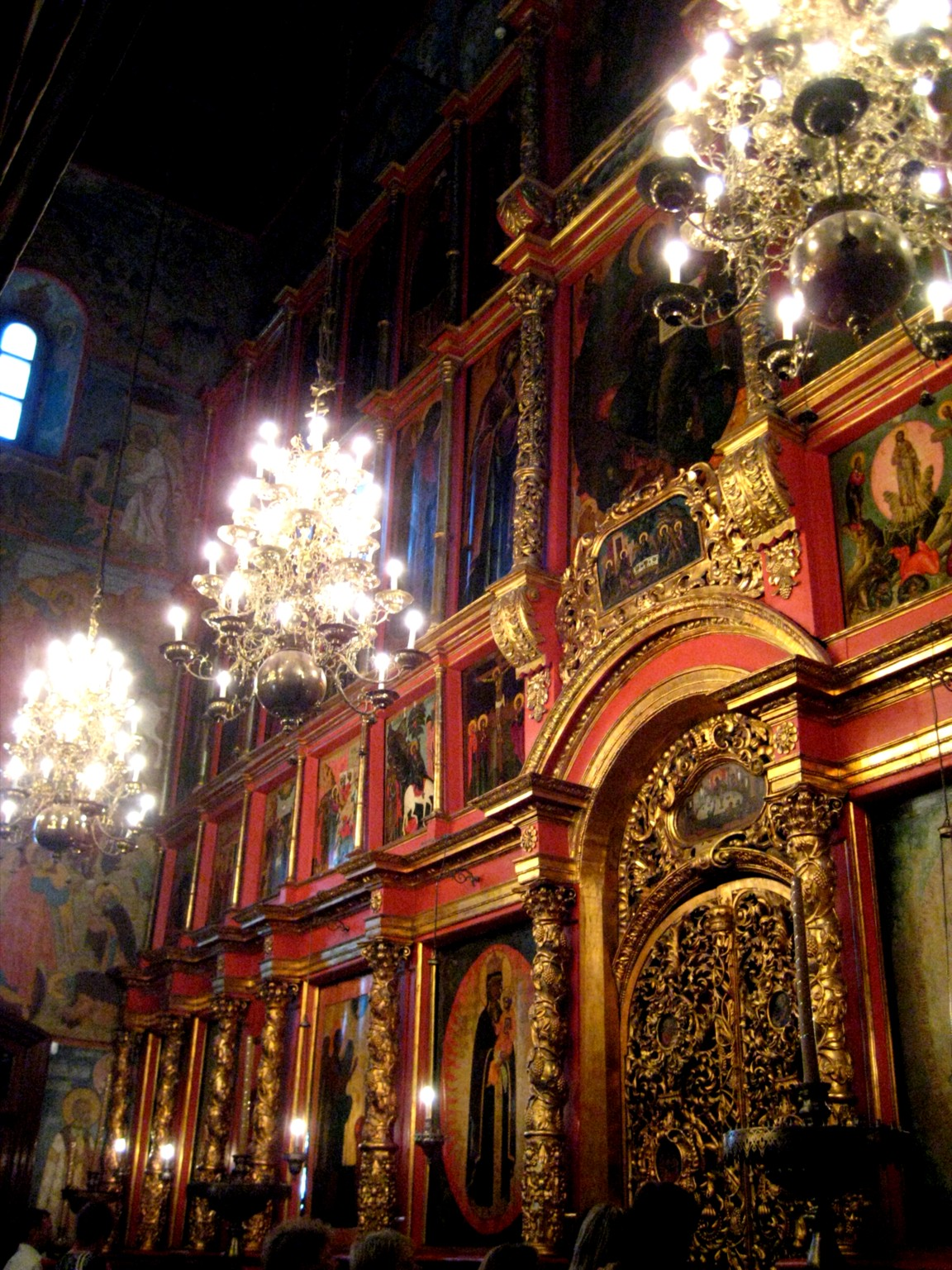
大聖堂内部：イコノスタスとシャンデリア
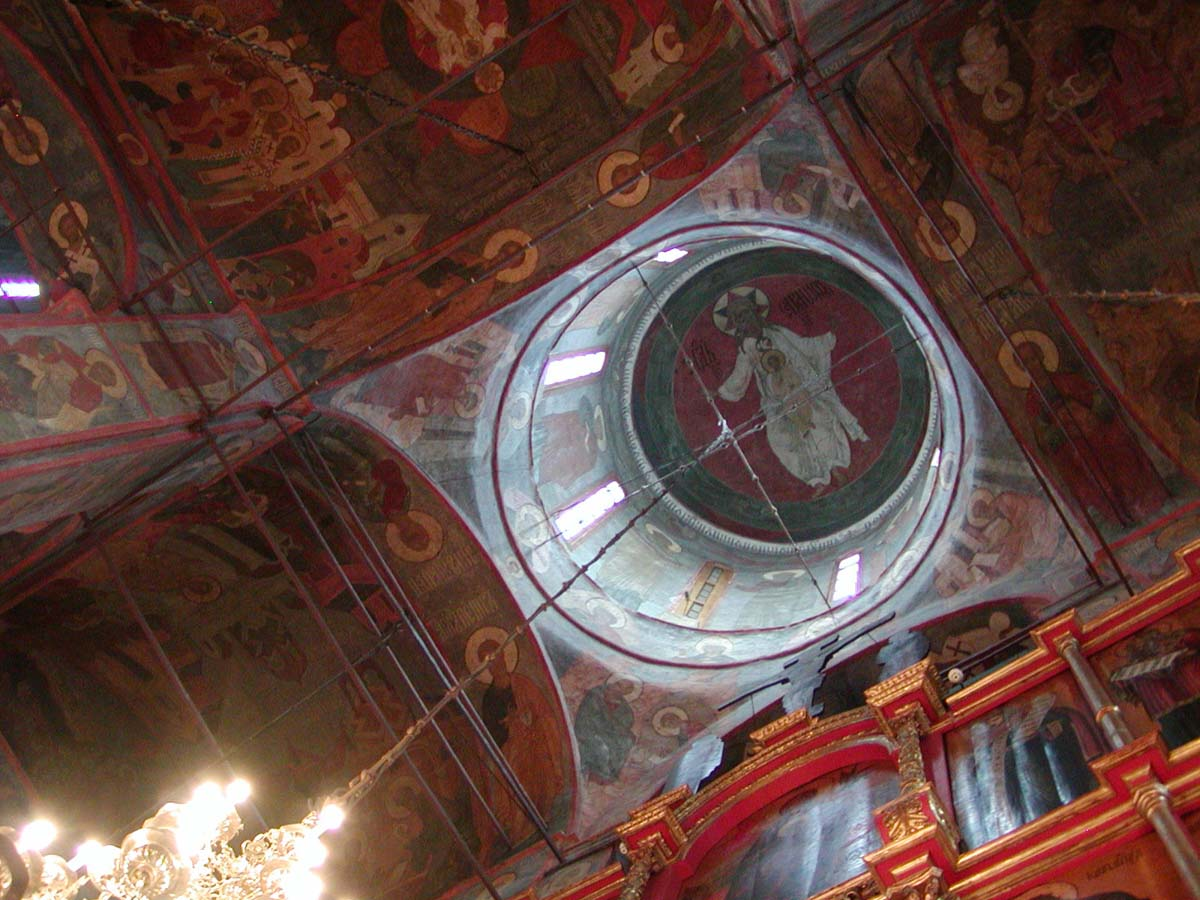
天井を内部から見たところ
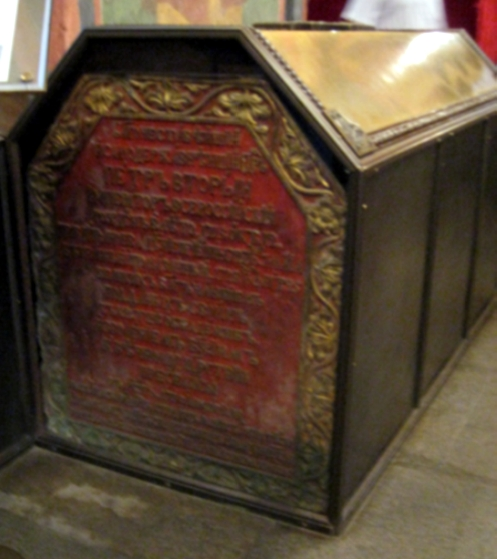
ピョートル2世の棺
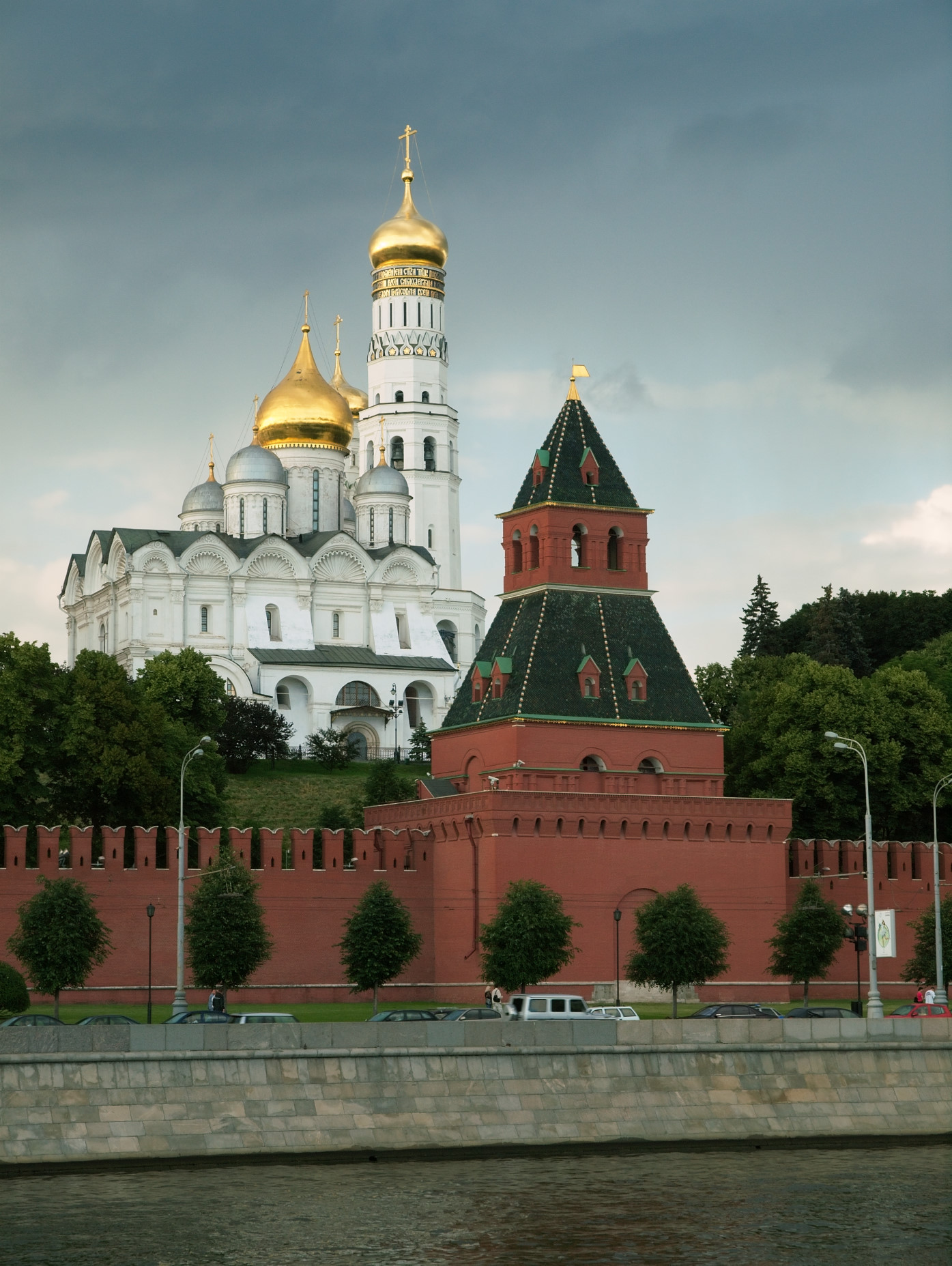
クレムリンの城壁外からみた大聖堂
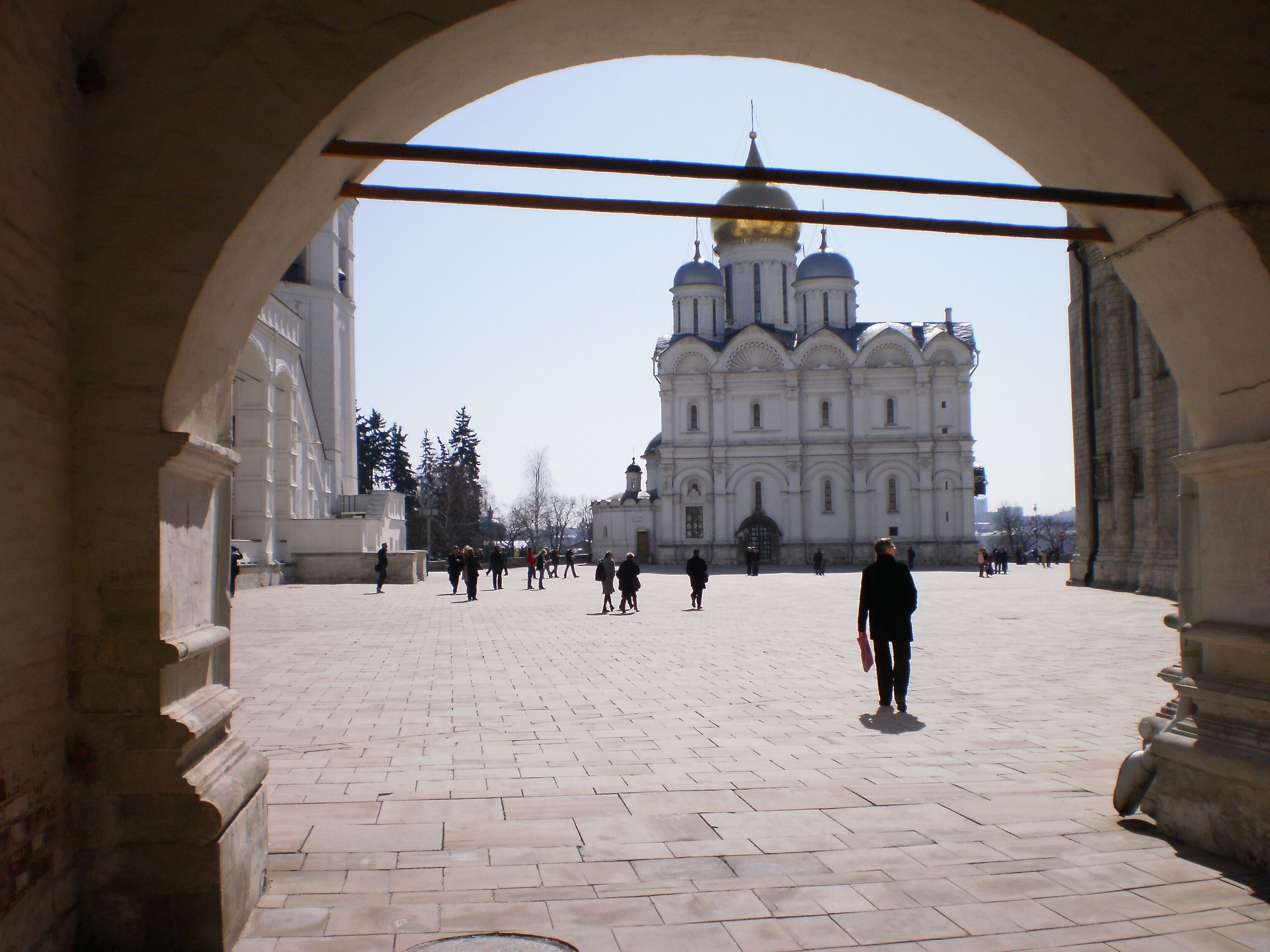
大聖堂広場に入るとすぐに目に入る聖天使首大聖堂